# Гірнича справа

Символ гірничої справи

Гірни́ча спра́ва, або гірни́цтво — галузь науки і техніки, пов'язана з видобуванням з надр або на поверхні Землі корисних копалин, а також їхньою попередньою обробкою з метою використання в господарстві.

## Загальні поняття
Видобування твердих корисних копалин ведуть шляхом відкритої розробки родовищ, підземної розробки родовищ, підводної розробки родовищ, засобами геотехнології; рідкі й газоподібні копалини видобувають майже винятково з використанням бурових свердловин. Значну увагу приділяють технології свердловинного видобутку твердих корисних копалин (підземне розчинення , вилуговування), попередньому розвідуванню родовищ корисних копалин, збагаченню корисних копалин, механізації гірничих робіт, гірничому нагляду, гірничорятувальній справі тощо.
В Україні правові та організаційні засади проведення гірничих робіт, забезпечення протиаварійного захисту гірничих підприємств, установ та організацій регулює Гірничий закон.

## Історія
Ранні археологічні свідчення про гірничі розробки стосуються ранньої кам'яної доби. Мідь видобували вже приблизно 5000 року до нашої ери. Мідь, золото і гравій видобували за 3000 років до нашої ери в Єгипті. Залізну руду видобували у VIII ст. до нашої ери в Альпах, кам'яне вугілля видобували в Британії вже в IX сторіччі. Ченці-цистерціанці у XII—XIII ст. заклали підвалини промислового освоєння головних рудних родовищ Центральної Європи, створили базу гірничо-металургійних знань і культурних традицій гірників.
В Україні про кам'яне вугілля на Донецькому кряжі знали давно. В Х—ХІ ст. тут, імовірно, видобували вугілля й виплавляли метал. За деякими даними, частину козацької зброї робили з місцевої сировини. Але аж до кінця XVIII ст. видобуток вугілля був дрібним промислом для своїх потреб. Лише з 1800-х років вугілля тут почали видобувати на продаж.
На основі ретроспективного аналізу гірничої справи можна виокремити такі основні віхи її розвитку:
- 7-ме тис. р. до н. е. і раніше — добування нерудної сировини;
- 7-ме — 5-те тис. р. до н. е. — початок видобутку руд кольорових металів — міді, золота, олова, стибію;
- ІХ—XVIII ст. до н. е. — початок видобутку руд заліза;
- антична доба і середньовіччя — початок розробки покладів вугілля і нафти;
- XX ст. — початок розробки родовищ радіоактивних мінералів.

Щодо технології видобутку, то найдавнішим є видобуток відкритим і шахтним способом, з І тис. до н. е. з'являється свердловинна гірнича технологія, а з 50-х рр. XX ст. — розробка родовищ на морському і океанічному дні.
Що стосується механізації гірничих робіт, то перші машини і механізми з'являються лише в античний час, у XVI—XVII ст. їх суттєво вдосконалюють, а в XVIII—XIX ст. обладнують автономним приводом. З другої половини XX ст. починається період комплексної механізації, а в останні десятиліття — автоматизації гірничих робіт. Наприкінці XX ст. щорічно з надр Землі видобували бл. 120 млрд т гірничої маси і бл. 25 млрд т корисних копалин.

## Гірництво як наука

### Гірнича наука в Україні
Вісімнадцяте століття було знаменним для розвитку гірничої справи. У Києво-Могилянській академії вже в 1705—1709 рр. вивчали основи наук про корисні копалини. У книзі ректора Академії Феофана Прокоповича (1681—1736) «Про досконалі змішані неживі тіла — метали, камені та інші» розглянуто три проблеми щодо корисних копалин: «матерія і форма, діюча причина і місце їх виникнення». Стверджувалося, що «…земля найкраще може бути поділена на три провінції або області: перша з них, найближча нам, є матір'ю і годувальницею рослин; друга, дещо глибша, у ній народжуються копалини, але найбільше метали; третя, ще глибша, там сховище вогню і води». Давали докладні уявлення про смолу і сірку, нафту, бурштин, глини (гончарну, мергелі, білу глину), солі (викопну, морську, джерельну, аміачну, вірменську й купорос). Чи не вперше було сказано про причини професійних захворювань гірників: «Більшість хвороб, з якими стикаються шахтарі й металурги, походять від сірки й ртуті». Дуже докладно розглянуто корисні копалини в каменях і гемах (дорогоцінних каменях). Причому опрацьована розгалужена класифікація їх. Виділяли камені пористі і густі, прозорі й темні, геми і перли. Описано десятки найвідоміших мінералів, будівельних, дорогоцінних і напівдорогоцінних, специфічних: пемза, мармур, магніт, сапфір, гіацинт, сардій, ґранат, смарагд, адамант, карбункул, рубін, аметист, опал, топаз, берил, кришталь, яшма та ін.
Суттєвий внесок у наукове узагальнення способів розробки корисних копалин вніс російський вчений М. В. Ломоносов, який ще юнаком в 1734 р. вчився в Києво-Могилянській академії. Головною працею В. М. Ломоносова в галузі гірничої справи є книга «Первые основания металлургии или рудных тел», видана 1763 року. Зокрема, в додатку «О слоях земних» висунуто тезу про рослинне походження викопного вугілля.
Гірнича наука започаткована наприкінці XIX ст. заснуванням Гірничотехнічної школи в Лисичанському і Горлівці та Вищої гірничої школи в Катеринославі (1899), 1912 перетвореної на Гірничий Інститут, в якому працювали М. Федоров, О. Динник, О. Терпигорєв та ін.
На початку XX ст. засновано Макіївську гірничо-рятувальну станцію, яка досліджувала технологію кріплення виробок, вентиляції копалень та боротьбу з пожежами в рудниках. У 1930-х pp. створено Інститут гірничої механіки АН УРСР у Києві та гірничі факультети у деяких вишах. Теоретичні й експериментальні дослідження з гірництва провадять в Інститутах гірничої механіки і кібернетики в Донецьку і Гірничого машинобудування, автоматики і обчислювальної техніки в Харкові, у Всесоюзному вугільному НДІ в Харкові (з 1928 року), у Дніпропетровському і Криворізькому гірничих Інститутах. Макіївський інститут досліджує питання безпеки робіт у гірничій промисловості. У цих інститутах розроблено основи розкриття, підготовки та системи експлуатації родовищ корисних копалин, а також теорію різання вугілля, динаміку врубових машин, механізацію процесів кріплення, нові види кар'єрного транспорту в копальнях.
Дослідники: М. Федоров (гірнича механіка), О. Динник (гірський тиск, підйомні канати, теорія вентиляції), О. Щербань, В. Черняк (гірнича термодинаміка і вентиляція у глибоких шахтах), Г. Савін (динаміка підйомних канатів), В. Пак (конструкція шахтних вентиляторів), О. Терпигорєв (експлуатація вугільних родовищ і механізація гірничих робіт), К. Борисенко (компресори і пневмодвигуни для гірничих машин), М. Поляков і С. Волотковський (разрахунок стрічкових конвеєрів і підземної електровозної відкатки), П. Несторов (конструкція шахтних канатів), К. Татомир, Б. Локшин, О. Найдиш, Д. Оглоблин (схеми розкриття родовищ, закладання стовбурів з урахуванням транспортування гірської маси, вентиляції), О. Кухтенко, О. Крижанівський (автоматизація пристроїв регулювання врубових машин і стійкість систем автоматичного регулювання шахтних підйомних установок), М. Зайцев (гірський тиск і раптові викиди вугілля і газу), М. Старіков (розробка рудних родовищ на великих глибинах), М. Іванов (планування виробничих потужностей гірничорудних підприємств), Ф. Абрамов, Б. Гренцінґер (теоретичні основи аерогазодинамічних процесів провітрювання на вугільних шахтах).
Українські вчені, інженери і конструктори створили вугільні комбайни («Донбас», «Кіровець», УКР), струги (УСБ), породонавантажувальні машини (ЕПМ-1, ПЛМ-5), вугільні пилки, комплекси устаткування (ДонВУГІ, Дондніпровуглемаш), механогідравлічного руйнування вугілля та породи й створення потрібного устаткування (Укрндігідровугілля).
Галузевим журналом з гірничої справи (орган Міністерства вугільної промисловості УРСР) є місячник «Уголь Украины» (з 1957 у Києві).

## Гірнича техніка і технологія

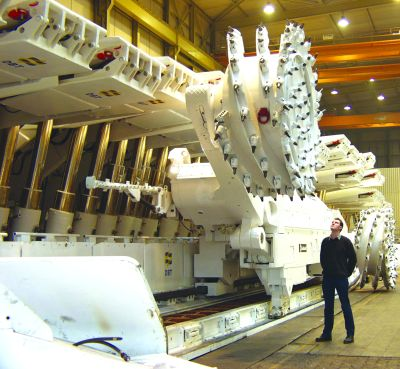
Гірниче обладнання для потужних лав: гідравлічне кріплення, комбайн і конвеєр.

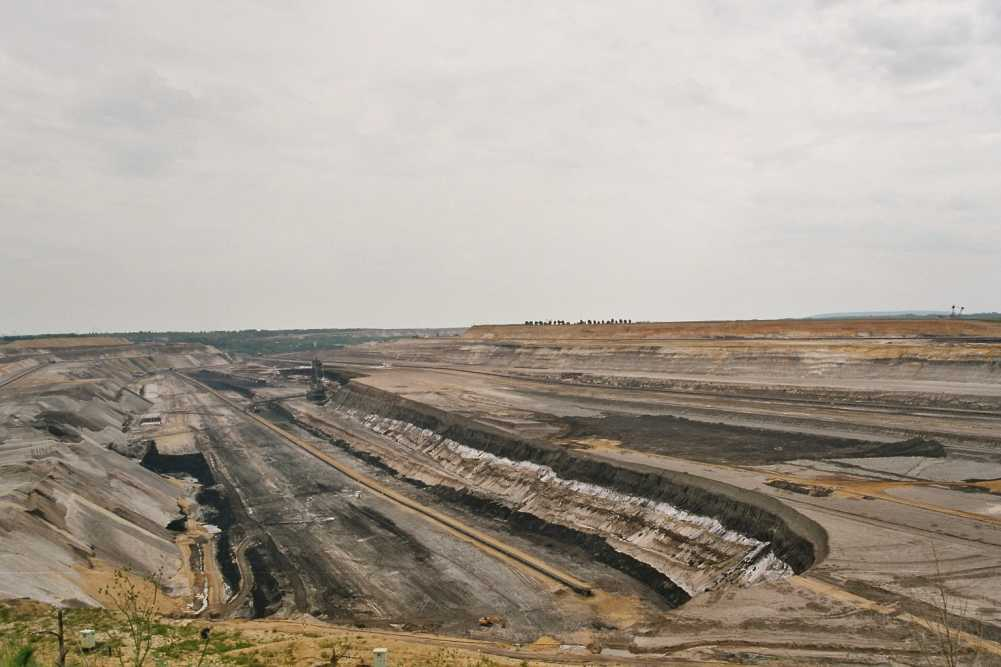
Вугільний розріз Гарцвайлер (Німеччина)

### Технологія розробки родовищ
Виділяють чотири основні способи розробки родовищ корисних копалин:
- шахтний — за допомогою системи підземних гірничих виробок;
- кар‘єрний, або відкритий — за допомогою системи відкритих гірничих виробок;
- свердловинний — за допомогою системи експлуатаційних бурових свердловин;
- морський, пов'язаний з проведенням робіт нижче рівня моря.

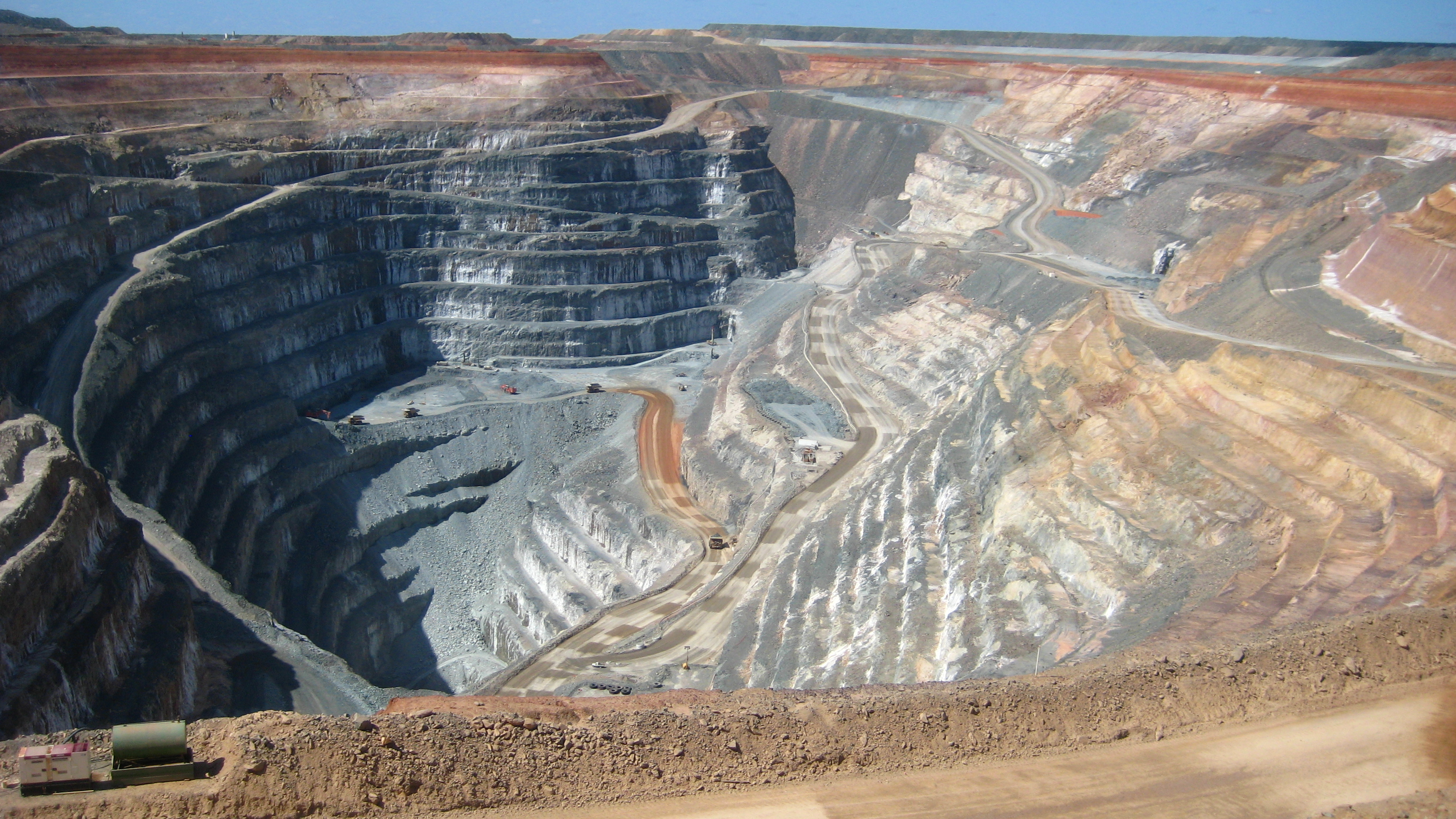
Кар'єр
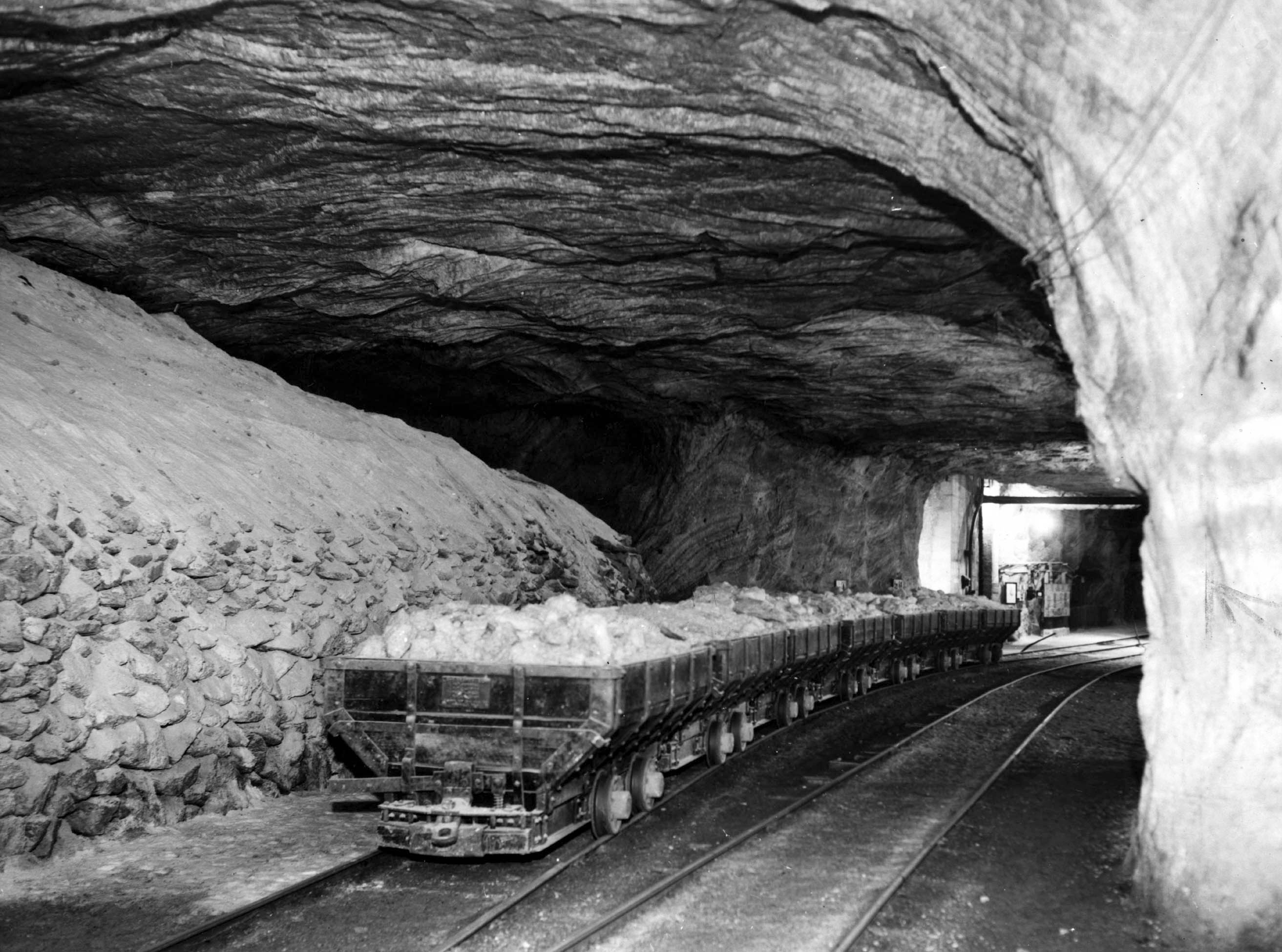
Соляний рудник
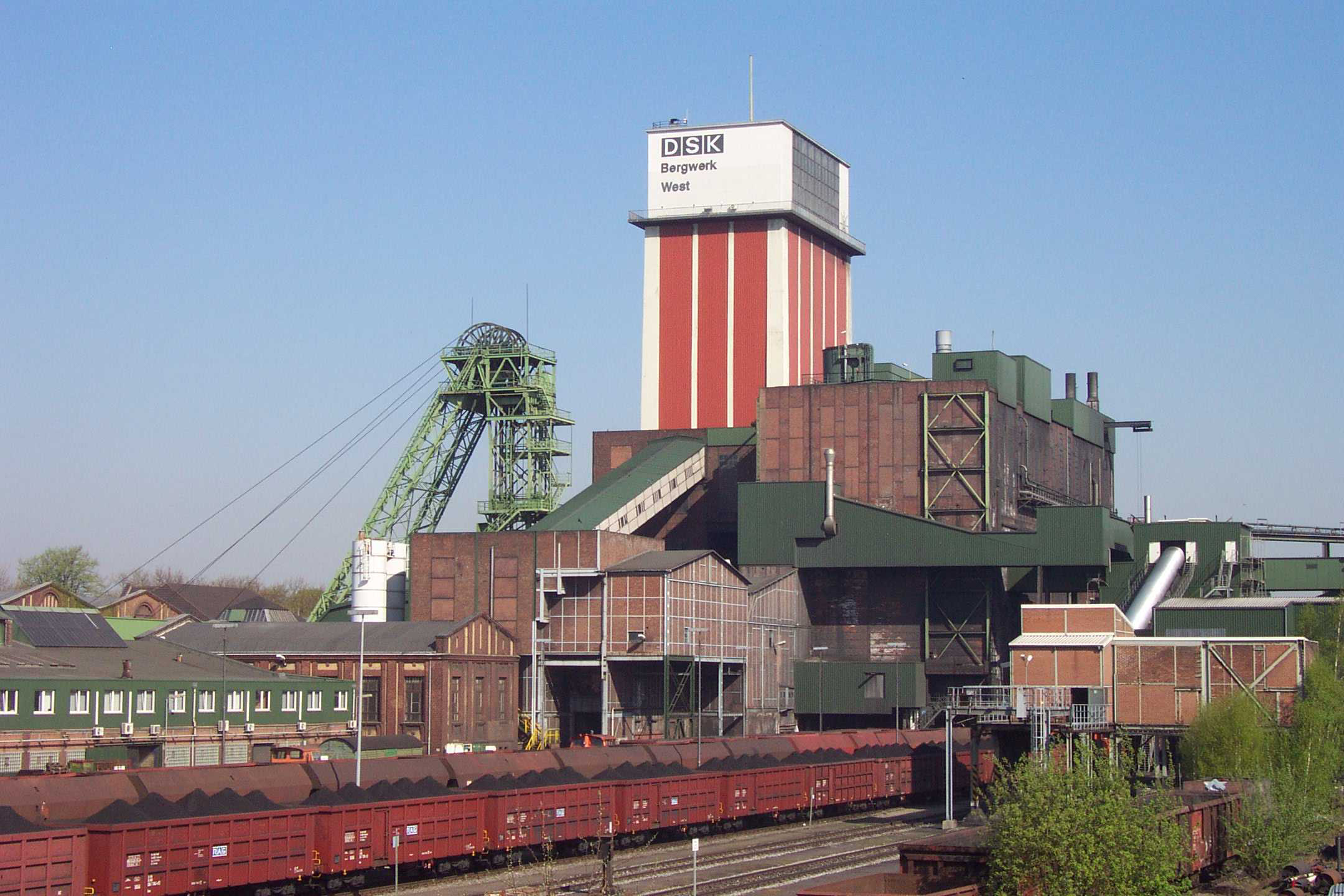
Вугільна шахта
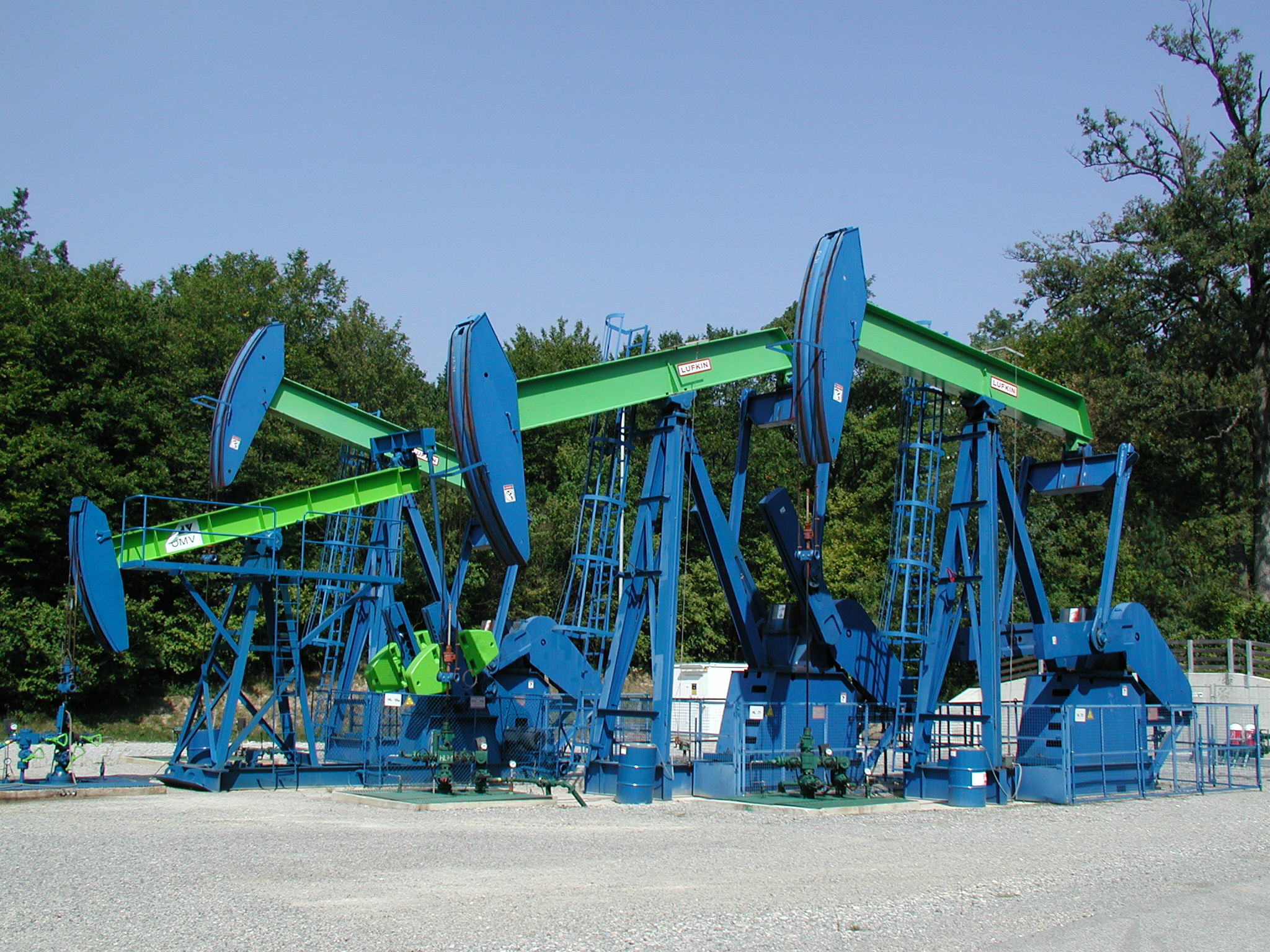
Нафтовий промисел
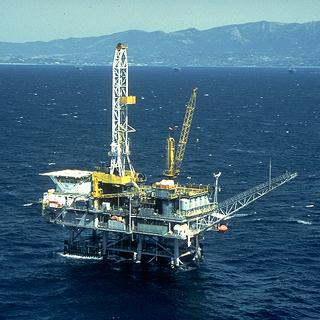
Бурова платформа

Традиційно перші два способи застосовуються для видобутку твердих корисних копалин, свердловинний — для рідких і газоподібних.
Крім того, видобуток високов'язких нафт ведуть відкритим і шахтним способами, перспективним є шахтний видобуток важких нафт з раніше відпрацьованих свердловинами родовищ. В останні десятиліття все більшого поширення набуває свердловинна розробка деяких твердих корисних копалин (див. розчинення підземне, вилуговування підземне, свердловинний гідровидобуток). Перспективний об'єкт промислової переробки — високомінералізована морська вода.

## Гірнича промисловість

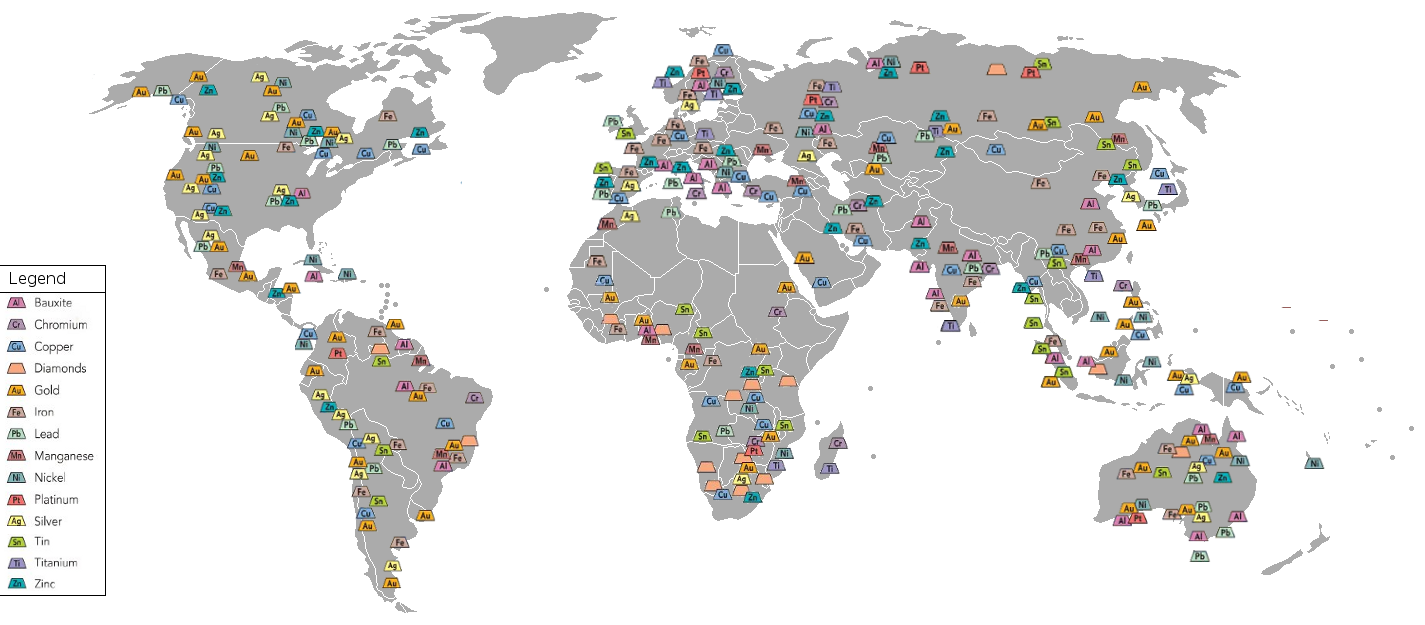
Спрощена карта копалень світу

Гірнича індустрія має доволі широкий спектр діяльності. Всі галузі гірничої промисловості поділяють на такі основні групи:
- паливодобувна (вугільна, нафтова, сланцева, торфова, видобування природного газу),
- рудодобувна (залізорудна, марганцеворудна, видобування руд кольорових металів, благородних і рідкісних металів та ін.),
- гірничохімічна (видобування калійних солей, кам'яної солі, сірки, фосфоритів тощо),
- видобування мінеральної сировини для будівельної індустрії,
- видобування мінеральної сировини для вогнетривкої та керамічної промисловості,
- гідромеліоративна.

## Гірниче законодавство України
1. Кодекс України про надра [Архівовано 26 травня 2022 у Wayback Machine.]
2. Гірничий закон України [Архівовано 30 січня 2020 у Wayback Machine.]
3. Про затвердження Правил безпеки у вугільних шахтах. Офіційний вебпортал парламенту України (укр.).
4. Про затвердження Правил безпеки під час розробки родовищ рудних та нерудних корисних копалин підземним способом. Офіційний вебпортал парламенту України (укр.).
5. Наказ № 61 Державного комітету України з промислової безпеки, охорони праці та гірничого нагляду від 18.03.2010 «Про затвердження Правил охорони праці під час розробки родовищ корисних копалин відкритим способом» [Архівовано 27 травня 2022 у Wayback Machine.]
6. Наказ № 355 Міністерства енергетики та вугільної промисловості України від 12.06.2013 «Про затвердження Правил безпеки під час поводження з вибуховими матеріалами промислового призначення» [Архівовано 27 травня 2022 у Wayback Machine.]
7. Настанова Міністерства промислової політики України СОУ-Н МПП 73.020-078-1:2007 «Норми технологічного проектування гірничодобувних підприємств із відкритим способом розробки родовищ корисних копалин. Частина 1. Гірничі роботи. Ліквідація гірничодобувних підприємств. Техніко-економічна оцінка та показники» [Архівовано 21 вересня 2020 у Wayback Machine.]